# Pemberton's French Wine Coca

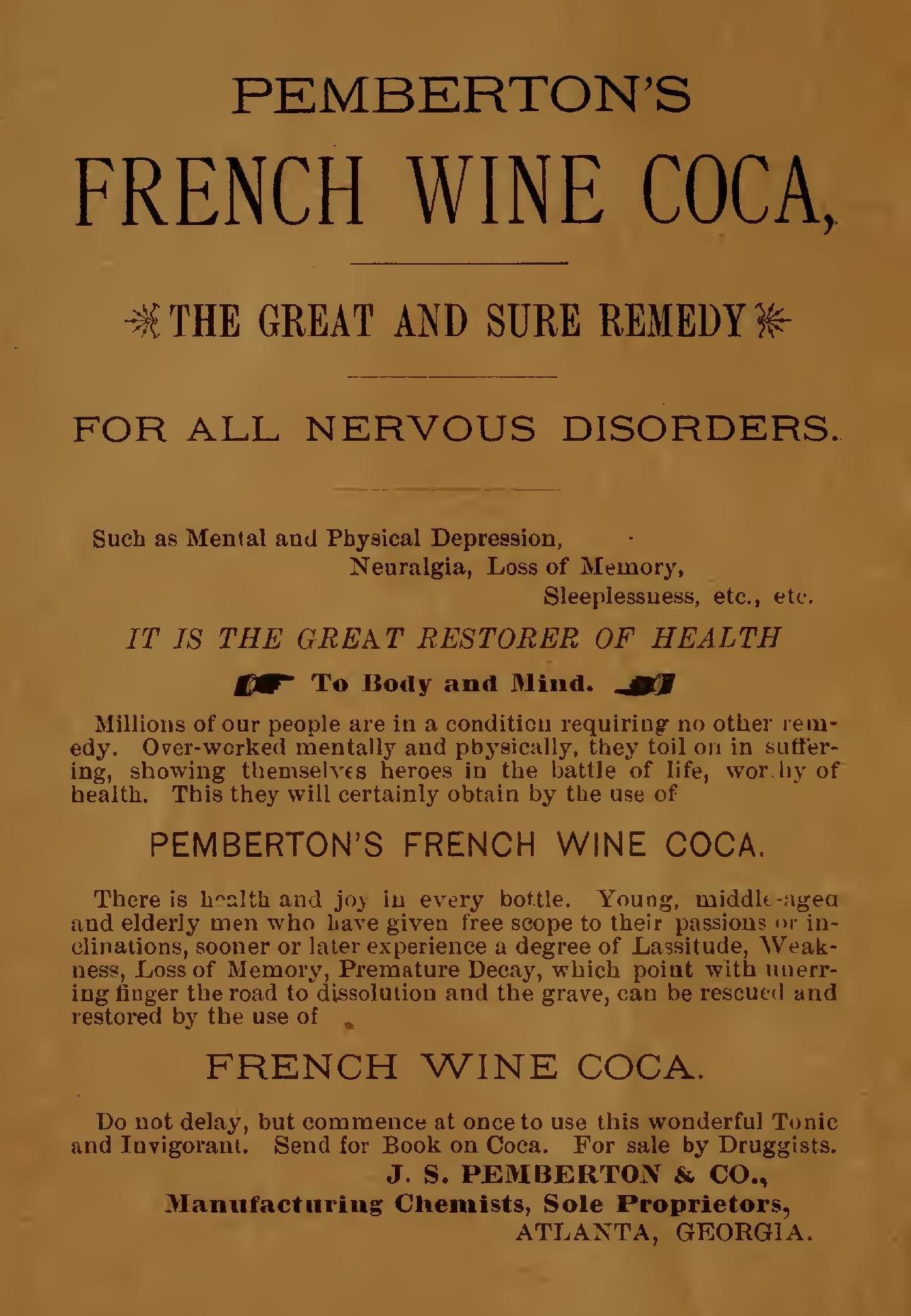
Annons för elixiren från 1885.

Pemberton's French Wine Coca var det ursprungliga namnet på Coca-Cola. Receptet var en variant på kokavinet Vin Mariani som uppfanns av korsikanen Angelo Mariani. Pembertons version kom år 1885 och han utökade receptet med extrakt av kolanöt. På grund av påtryckningar togs vinet bort från receptet och 
John S. Pemberton experimenterade med olika essentiella oljor men smaken blev för besk, han hade då i socker vilket gjorde att det blev för sött men med tillsats av citronsyra blev det smakligare.